# 상암카이저팰리스클래식
상암카이저팰리스클래식(영어: Sangam Kaiserpalace Classic)은 대한민국 서울특별시에 위치한 아파트 건물이다. 마포구 월드컵북로47길 37 (상암동 1641)에 위치하고 있으며 우림건설에서 준공한 주상복합 아파트로, 브랜드는 우림건설의 카이저팰리스이다. 2007년에 설계되었고 같은 해 착공하여 2010년 12월에 입주하였으며, 총 240세대, 2개동, 층수는 33층이다.

## 특징 및 시설
1층 로비는 안내데스크는 101동 한곳만 있으며, 102동에는 없다. 101동과 102동 서로 오가는 통로가 있으며, 중간에 레스토랑(식당)과 라운지가 있고, 지하주차장과 연계되는 셔틀엘리베이터가 있다. 각 동마다 설치되어있는 주거용 엘리베이터는 지하층에만 층표시기가 LCD로 되어 있으며, 나머지는 평범한 층표시기이다.
1층과 지하 1층에 다양한 편의시설이 갖춰져 입주민들에게 편의를 제공해주고 있다. 1층에는 매점, 동호회실, 라운지, 식당이 있으며, 지하 1층에는 노래방, 가족영화관, 파티하우스, 부녀회, 와인바, 당구장, 수치료실, 다목적홀, 게임룸, 어린이놀이방 등 다양한 시설이 제공되어있다.

### 갤러리

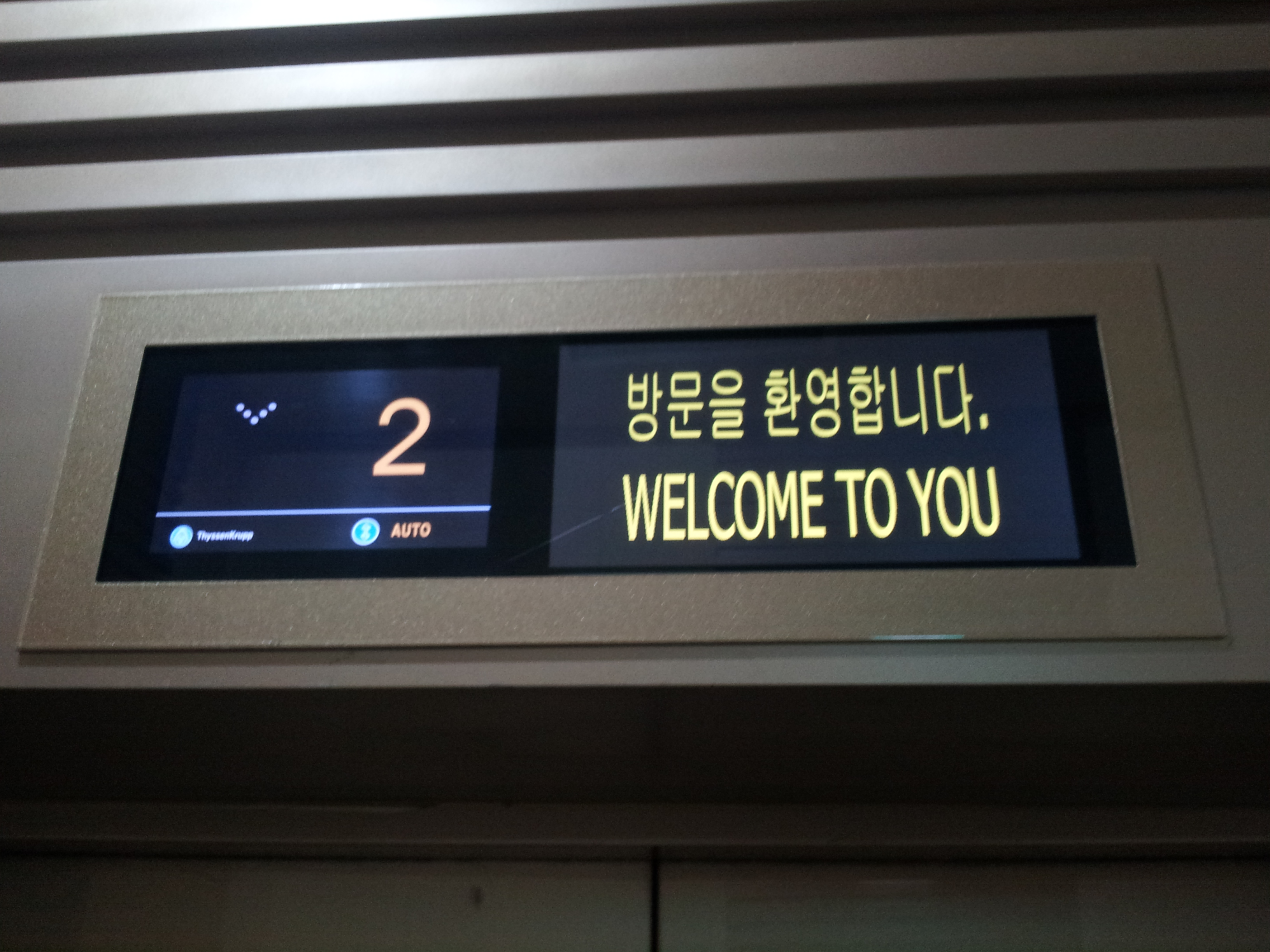
지하2층, 지하3층의 엘리베이터 층표시기
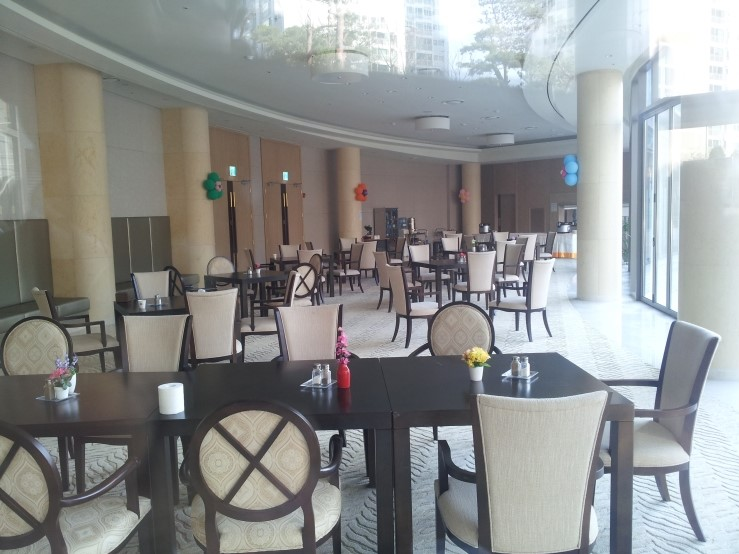
레스토랑 전경
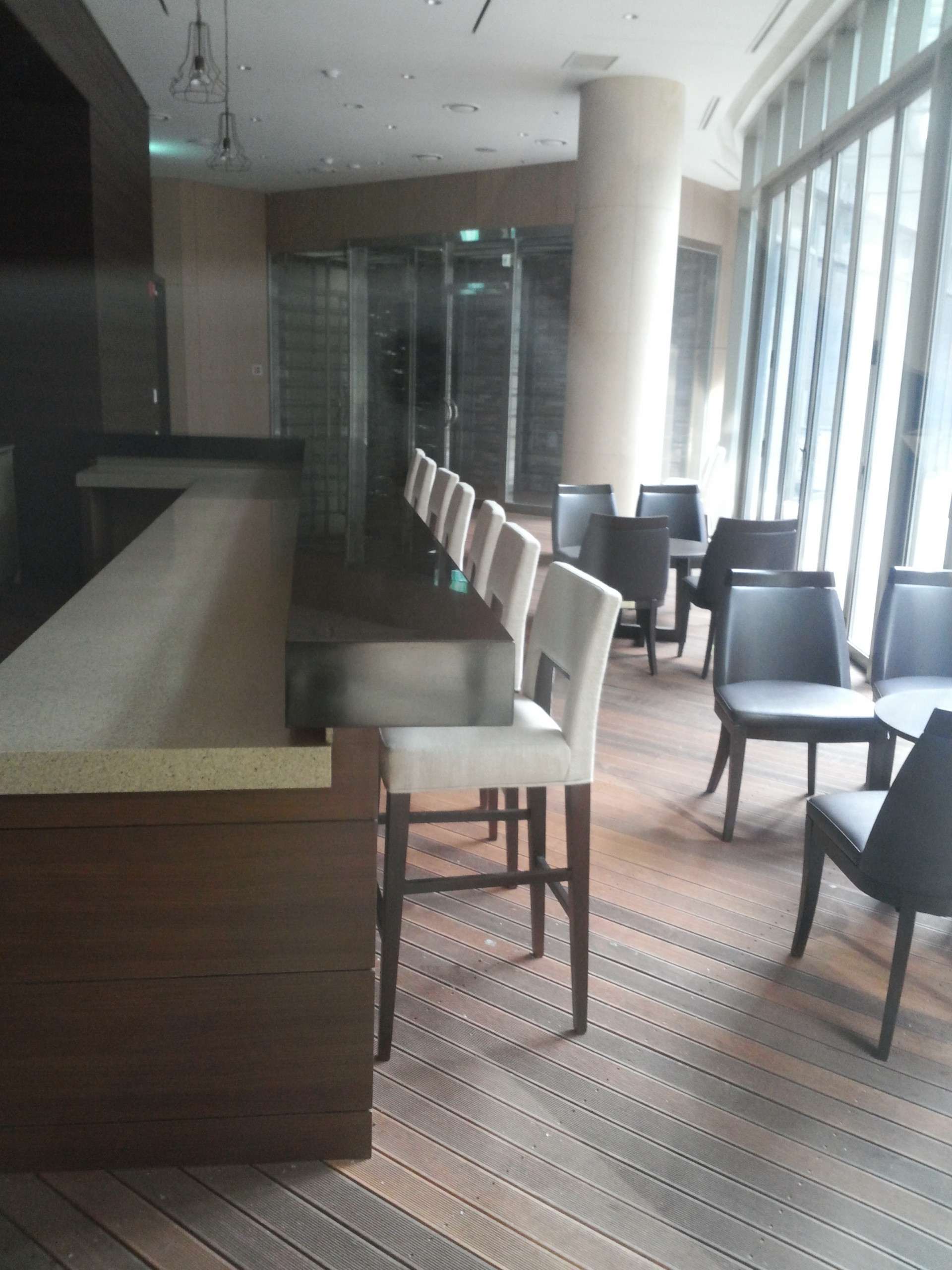
와인바 모습
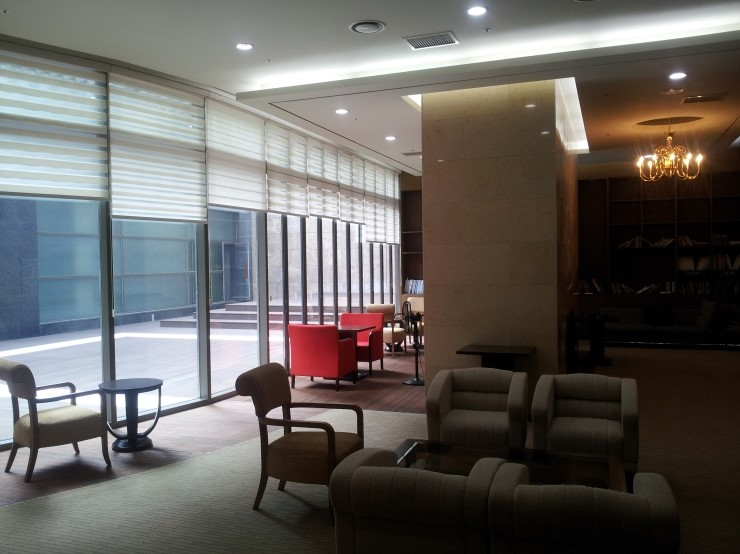
라이브러리 모습
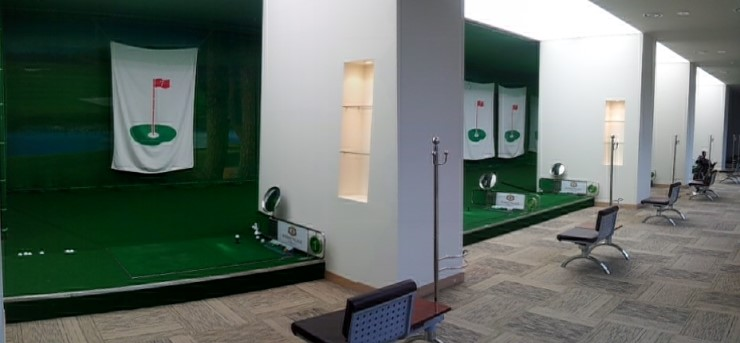
골프장
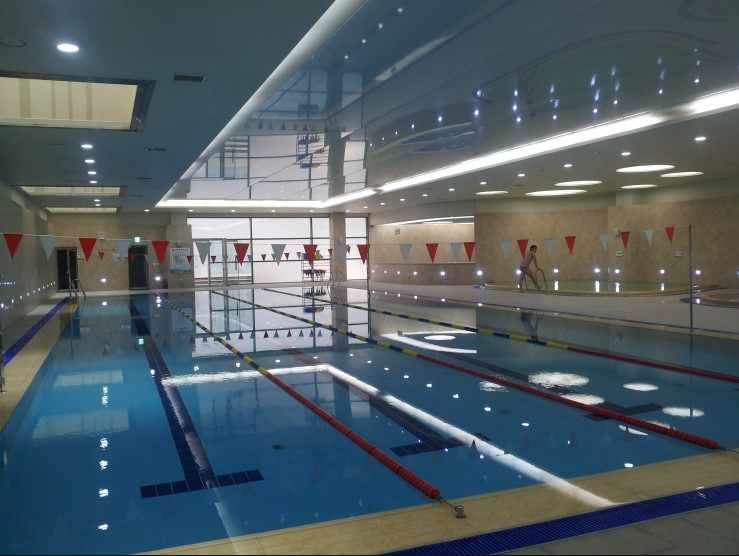
수영장 전경
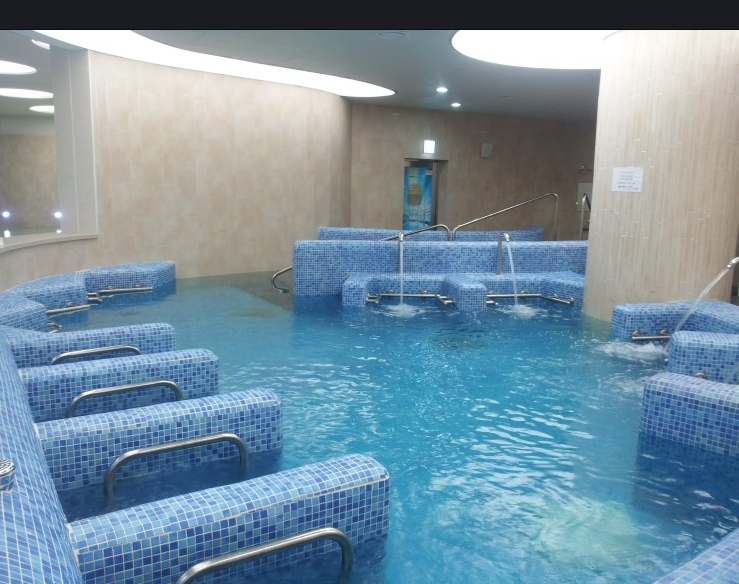
워터파크
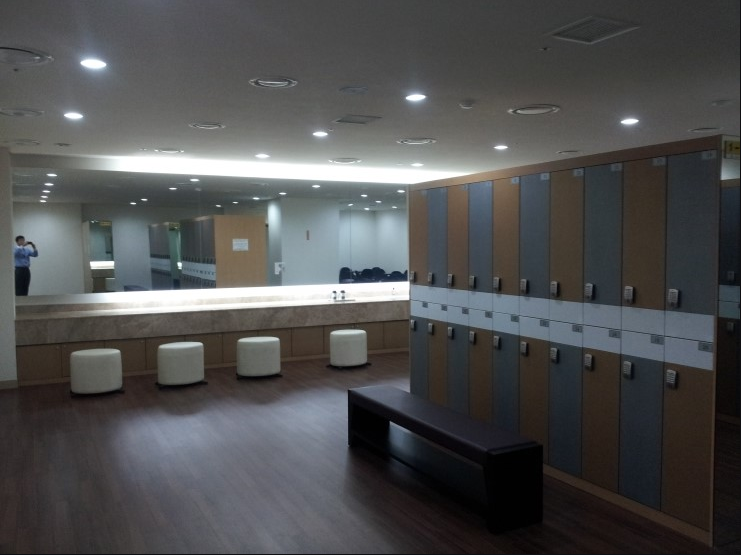
사우나 락커룸
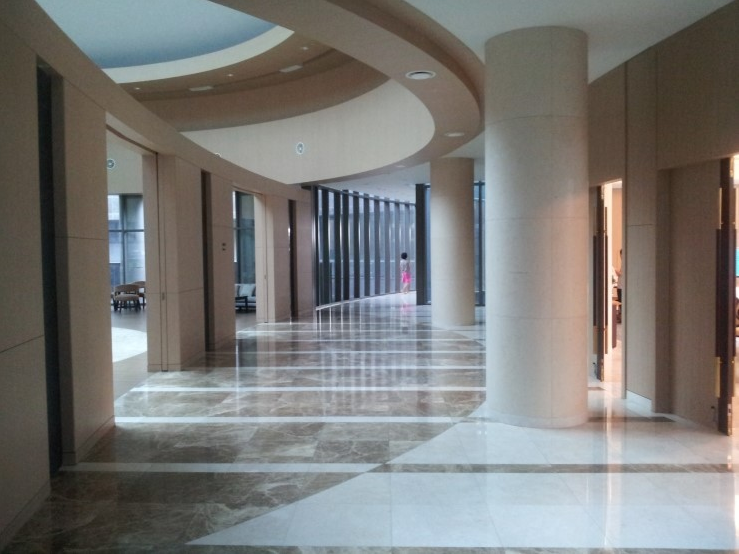
101동과 102동 1층연결통로

## 같이 보기
- 우림카이저팰리스